# Dionís I de Constantinoble
Dionís I (en grec Διονύσιος Α') va ser patriarca de Constantinoble dues vegades, de l'any 1466 al 1471 i del 1489 al 1491.
Va néixer a Dimitsana, al Peloponès, i va ser monjo a un monestir de Constantinoble, on Marc Eugènic el va consagrar diaca i sacerdot. A la caiguda de Constantinoble, els otomans el van fer presoner i va ser tancat a Adrianòpolis, però el va alliberar un noble anomenat Kiritzis, un dels secretaris grecs del sultà Mehmet II. El patriarca Gennadi II el va nomenar metropolità de Filipòpolis. L'any 1466 va ser nomenat patriarca de Constantinoble amb la protecció de Mara Branković, la madrastra cristiana del sultà Murat II, càrrec que va mantindre fins al 1471.
Difamat, ja que es va dir que mentre era presoner a Adrianòpolis havia apostatat, va dimitir, i demostrada la seva innocència va tornar a la seu patriarcal l'any 1489, recolzat pels fidels i per part del clergat.
Va dimitir l'any 1491 i es va retirar a un monestir, on va portar vida retirada fins a la seva mort l'any 1492. L'Església Ortodoxa el considera sant i celebra la seva festa el 23 de novembre.